# Marko Schwalbe
Marko Schwalbe (* 14. Februar 1973) ist ein ehemaliger deutscher Ruderer.

## Sportliche Karriere
Marko Schwalbe gewann den Einer-Wettbewerb bei den Junioren-Weltmeisterschaften 1991 mit über fünf Sekunden Vorsprung vor dem Australier Duncan Free. Vier Jahre später ruderte er bei den Weltmeisterschaften 1995 in Tampere im Doppelvierer. Marco Geisler, Andreas Hajek, Marko Schwalbe und André Willms erkämpften mit anderthalb Sekunden Rückstand auf die Italiener die Silbermedaille, wobei sie ihrerseits die Ziellinie eine Sekunde vor den drittplatzierten Argentiniern überquerten. 1997 trat Schwalbe im Ruder-Weltcup zweimal mit Sebastian Mayer im Doppelzweier an und belegte jeweils den vierten Platz. In beiden Fällen lagen allerdings Andreas Hajek und Stephan Volkert vor ihnen, die dann auch den Weltmeistertitel 1997 gewannen.
Marko Schwalbe ruderte für den ORC Rostock. 1993 und 1995 wurde er Deutscher Meister im Doppelvierer.